# Bataille de Souto Redondo
 (août 2025).
Si vous disposez d'ouvrages ou d'articles de référence ou si vous connaissez des sites web de qualité traitant du thème abordé ici, merci de compléter l'article en donnant les références utiles à sa vérifiabilité et en les liant à la section « Notes et références ».
Guerre civile portugaise
Batailles
- Coruche
- Vila da Praia (navale)
- Porto
- Ponte Ferreira
- Souto Redondo
- Cap Saint-Vincent (navale)
- Alcácer do Sal
- Pernes
- Almoster
- Sant’Ana
- Asseiceira

La bataille de Souto Redondo est livrée le 7 août 1832 pendant la guerre civile portugaise. Elle oppose près de Souto Redondo dans le district d'Aveiro, les troupes libérales aux forces absolutistes commandés par le général Álvaro Xavier da Fonseca Coutinho e Póvoas. Assiégés dans Porto, les libéraux tentent par plusieurs opérations offensives de desserrer l'étau absolutiste. À Souto Redondo, ils essuient un échec cuisant, qui n'est cependant pas exploité par les Miguelistes; ces derniers ne poursuivent pas les vaincus alors qu'ils refluent en désordre sur Porto.